# نص
نص که گاهی با پسوند شرعی به کار می‌رود اصطلاحی در  فقه است و به حکمی برگرفته از ظاهر قرآن، یا احادیث پیامبر و امامان گفته می‌شود.
در اصول فقه، نصّ لفظی است که فقط بر یک‌معنا دلالت دارد (فقط یک‌معنا از آن به‌ذهن می‌رسد) و احتمال معنای دیگری در آن وجود ندارد.
امامیه  «بیعت» و «دعوت» را به عنوان راه تعیین امام قبول ندارد و معتقد است امامت امام را تنها می‌توان از راه «نصّ» خداوند و پیامبر یا امامی که امامت او از طریق نصّ الهی و نبوی اثبات شده است، شناخت.